# Српска средњовековна музика
Српска средњовековна музика обухвата музичко стваралаштво и праксу на територији српских земаља током средњег века, оквирно од времена христијанизације и формирања првих држава (IX-X век) до пада под османску власт (XV век). Она представља важан део српске музичке историје и културе средњовековне Србије, а развијала се превасходно у оквирима Српске православне цркве и на владарским дворовима.

## Историјски контекст и утицаји
Културни живот средњовековне Србије, укључујући и музику, био је под доминантним утицајем Византије, која је представљала главни центар православне духовности и културе на Истоку. Прихватањем хришћанства, Срби су усвојили и византијско црквено појање као основу своје литургијске музике. Поред византијског, могући су били и спорадични утицаји са Запада, посебно у приморским областима.

## Црквена музика
Црквена музика представља најбоље очувани и најзначајнији део српског средњовековног музичког наслеђа. Била је искључиво вокална, једногласна (монофона) и извођена на српскословенском језику (српској редакцији старословенског језика).

### Основе и византијско наслеђе
Српско црквено појање темељило се на систему Осмогласника (Октоиха), византијском систему осам гласова (модуса) који су се смењивали током литургијске године. Преузети су и основни литургијски жанрови као што су стихира, тропар, кондак, ирмос, итд. Музика је записивана неуматском нотацијом византијског типа.

### Српски домеси и познати аутори
Иако заснована на византијским узорима, српска црквена музика је временом развијала и одређене локалне специфичности. Стваране су и нове песме посвећене српским светитељима (нпр. Светом Сави, Светом Симеону).
Већина композитора и појаца из средњег века остала је анонимна. Ипак, сачувана су имена неколико значајних стваралаца:
- Кир Стефан Србин (крај XIV – почетак XV века): Најпознатији српски средњовековни композитор и доместик (хоровиђа). Његова дела, попут херувимске песме "Нинї Сили" и других композиција, показују високо композиторско умеће и познавање калофоничног стила.[3]
- Исаија Србин (XV век): Монах и композитор.
- Никола Србин (XV век).

### Музика у манастирима
Манастири су били главни центри музичке писмености и праксе. У њима су се преписивали и илуминирали богослужбени рукописи са неуматским записима (псалтири, октоиси, минеји), а монаси су били главни носиоци појачке традиције. Манастир Хиландар на Светој Гори био је један од најзначајнијих центара српске духовности и музичке културе.

## Световна музика
О световној музици у средњовековној Србији има знатно мање директних података него о црквеној, јер се она углавном није записивала на исти начин. Ипак, на основу писаних извора (житија, летописи, путописи) и приказа на фрескама и минијатурама, може се закључити да је световна музика била присутна и разноврсна.

### Дворска музика
На дворовима српских владара и властеле постојали су професионални музичари, познати као "свиралници", "глумци" или "праскалници", који су изводили музику за забаву, на свечаностима и у ратним походима. О врсти музике и инструментима може се делимично закључити на основу византијске дворске праксе и приказа на фрескама.

### Народна музика и инструменти
Народна музика је пратила свакодневни живот, рад, обичаје и празнике. Постојале су песме и игре различитог карактера. Гусле се помињу као инструмент уз који су се певале епске песме, иако је њихова улога можда била још израженија у каснијим периодима. На фрескама су приказани и други инструменти попут лауте, фидуле (врста гудачког инструмента), бубњева, труба (бусина), псалтириона, цимбала, а понекад и оргуља под западним утицајем.

## Музички инструменти
На основу археолошких налаза, писаних извора и ликовних представа, познати су неки од инструмената који су коришћени у средњовековној Србији:
- Кордофони (жичани инструменти): Гусле, лаута, фидула, псалтирион.
- Аерофони (дувачки инструменти): Фрула, гајде, трубе (бусине), шопељке, оргуље.
- Мембранофони и идиофони (удараљке): Бубњеви (гоч, тапан), даире, цимбали, клепала.

## Извори за проучавање
Главни извори за проучавање српске средњовековне музике су:
- Рукописне књиге са неуматском нотацијом: Чувају се у манастирским и другим библиотекама и архивима.
- Фреске и иконе: Често садрже приказе анђела или људи који свирају на различитим инструментима, или сцене са музичким конотацијама.
- Писани историјски извори: Житија, летописи, повеље, путописи, који понекад садрже податке о музичком животу.
- Етнографски материјал: Поређење са каснијом народном музичком традицијом може пружити неке увиде.

## Значај и наслеђе
Српска средњовековна музика, посебно црквено појање, представља важан део националног културног идентитета и духовне баштине. Она сведочи о културним везама са Византијом, али и о развоју сопствених музичких израза. Иако је велики део световне музике изгубљен, црквена музичка традиција наставила је да живи и да се развија и у каснијим периодима, а њено проучавање и извођење је и данас актуелно.